# Старый замок (Мерсбург)
Ста́рый за́мок (нем. Alte Burg Meersburg, также Altes Schloss Meersburg ) — средневековый замок в городе Мерсбург на Боденском озере в немецкой федеральной земле Баден-Вюртемберг. Согласно легенде, замок был основан в VII веке, благодаря чему он считается одним из старейших замков в Германии; однако следов построек этого времени не обнаружено. «Старым» замок назван в противоположность к расположенному по соседству дворцу, выстроенному в первой половине XVIII века в стиле барокко и ставшему новой резиденцией констанцских епископов.

## Исторический очерк
Точная дата постройки Старого замка неизвестна. Одна из теорий приписывает его основание меровингскому королю Дагоберту I (ок. 608—639). Присутствие Дагоберта на Боденском озере исторически подтверждено: около 640 года он обустраивал здесь восточные окраины своего государства и пытался обратить алеманнов в христианство. Для защиты торговых и военных путей он также мог приказать построить на высоком холме над озером наблюдательную башню, которая в память о короле называется башней Дагоберта. Эта версия базируется на швейцарской хронике 1548 года, у которой, в свою очередь, должны быть свои более ранние источники. С другой стороны, распространение эта теория получила только начиная с XIX века, благодаря барону Лассбергу (Joseph von Laßberg), купившему замок в 1837 году и жившему в нём до 1855 года.
Топоним «Мердесбурх» (Merdesburch), связываемый с Мерсбургом, впервые письменно встречается в 1147 году. Несколько раньше, в хронике за 1113 год упомянут некий Луитпольд де Мердесбурх. Хотя неясно, имеется ли в виду замок, или поселение с таким названием. В этом смысле достоверно также неизвестно, возник ли город вокруг замка, или наоборот: было ли в стратегическом месте сначала построено укрепление (башня Дагоберта), под защитой которого в дальнейшем стали селиться люди, или замок был построен для защиты уже существовавшего селения. С точки зрения истории архитектуры, массивное прямоугольное основание башни Дагоберта может быть отнесено как к VII, так и к XII—XIII векам.
Другая теория указывает, что абсолютное большинство замков на Боденском озере датируется XII—XIII веками, и что по своей архитектуре замок Мерсбург тоже должен относиться к этому периоду. И предположение, что ранние постройки были утрачены со временем, не находит своего фактического подтверждения. Потому версия о пребывании в замке Мерсбурга Карла Мартелла остается весьма зыбкой. Впрочем, с высокой долей вероятности можно утверждать, что Фридрих II (император Священной Римской империи) и Конрадин, последний из династии Штауфенов, останавливались в замке.
В середине XIII века замок с окрестными землями перешел во владение констанцских епископов, и периодически использовался в качестве летней резиденции.
В 1334 году, в результате конфликта папской и императорской партий в вопросе занятия вакантной епископской кафедры, замок пережил, вероятно, самую длительную осаду в своей истории (14 недель). Домским капитулом при поддержке папы Иоанна XXII епископом был избран Николай Фрауэнфельдский, что было оспорено его конкурентом Альбрехтом Хоэнбергским, которому покровительствовал император Людвиг Баварский. В конечном счете, замок с укрывшимся в нём Николаем Фрауэнфельдским был осажден имперскими войсками, причем — по свидетельствам — впервые на немецкой земле было применено крупнокалиберное огнестрельное оружие. Между тем замок устоял, что позволило Николаю Фрауэнфельдскому сохранить свой титул; с другой стороны отступление имперских войск означало провал в швабской политике Людвига Баварского, что в том числе усилило позиции Габсбургов в южной Германии.
В 1414 году в замке по случаю Констанцского собора останавливался император Сигизмунд.
В начале XVI века, в разгар Реформации городской совет Констанца объявил о введении нового вероисповедания, что обострило и ранее непростые отношения епископов со свободным имперским городом. В итоге, в 1526 году епископ Хуго фон Хоэнланденберг принял решение о переносе резиденции в Мерсбург, в целом сохранивший верность старой вере. Это сделало замок Мерсбург центром управления самым большим по площади католическим епископством к северу от Альп. Примерно в это же время башня Дагоберта, некогда стоявшая отдельно, оказалась встроена в общую структуру жилых и репрезентативных помещений замка, и кроме того получила дополнительные два этажа с характерным ступенчатым завершением.
Во время Тридцатилетней войны в 1647 году замок был безуспешно осаждаем шведскими войсками, в результате чего пострадала, однако, только кровля главной башни.
К началу XVIII века помещения замка более не соответствовали представлениям о комфорте, что послужило причиной строительства Нового дворца по соседству и переносу туда епископских покоев. После 1750 года Старый замок использовался преимущественно епископской администрацией.
Медиатизация 1802 года означала упразднение констанцского епископства и передачу замка маркграфам Баденским. В Старом замке разместилась провинциальная администрация, а затем, в 1814 году — окружной суд баденского Озёрного округа, как отделение суда в Донауэшингене (вплоть до 1836 года).
В 1838 году замок приобрел в собственность германист и библиофил Йозеф фон Лассберг (1770—1855), и тем самым фактически спас его от угрозы постепенного разрушения. В помещениях бывшего архива разместилось его богатое книжное собрание, в том числе редкие средневековые рукописи, приобретенные на открытых аукционах по распродаже секуляризованного церковного имущества. Кроме прочего, Лассбергу принадлежал «список C» Песни о Нибелунгах, считавшийся одно время наиболее полной версией ныне утраченного оригинала произведения. В период с 1841 по 1848 годы (с перерывами) в гостях у семьи Лассберга жила его свояченица поэтесса Аннетте фон Дросте цу Хюльсхофф, создавшая в стенах замка свои самые известные произведения.
После смерти Лассберга в 1855 году в замке продолжала жить его семья, до тех пор пока в 1877 году его дочери Хильдегард и Хильдегунда по финансовым соображениям не были вынуждены продать его Карлу Майеру фон Маейрфельсу (1825—1883), известному геральдику и коллекционеру из Мюнхена. Майерфельс провел реконструкцию Старого замка с намерением разместить в нём свои обширные средневековые коллекции и открыть музей. В 1883 году замок унаследовала вдова Майерфельса, а затем в 1910 году — их старшая дочь Ида и её муж Альфонс фон Миллер, брат которого Оскар фон Миллер был одним из основателей мюнхенского Немецкого музея. Дочь Иды фон Майерфельс и Альфонса фон Миллера, Мария, к которой в 1939 году перешли права наследования, и её муж Губерт Нэссль (Hubert Naeßl), архитектор из Мерсбурга, расширили замковый музей и в целом способствовали превращению Старого замка в одну из главных туристических достопримечательностей на Боденском озере.

## Музей в Старом замке Мерсбург
Туристам доступны более 30 различных помещений с образцами мебели, вооружения, предметами искусства и повседневной жизни эпохи Средневековья и раннего Нового времени, а также камера пыток. С экскурсией (только на немецком языке и только в летний сезон) в составе группы можно подняться на башню Дагоберта и насладиться прекрасным видом на лежащий у подножия замка и окруженный виноградниками город Мерсбург, на Боденское озеро, на город Констанц и на Швейцарию с возвышающимися вдали заснеженными пиками Альп.

### Часы работы музея и цены на билеты
Летний сезон: ежедневно с 9:00 до 18:30. Касса закрывается в 18:00. Экскурсии: с 10:00 до 17:30 каждые 30 минут. Возможен заказ экскурсий на английском, французском и русском языках.
Зимний сезон: ежедневно с 10:00 до 18:00. Касса закрывается в 17:30. Экскурсии только для групп по предварительным заявкам, за исключением рождественских каникул. Каждый адвент (4 воскресенья в конце ноября-декабре перед «западным» Рождеством) — экскурсии в 15:00 с глинтвейном или пуншем.
Цены на билеты (на 27.04.2014): взрослый — 9,50 €, с экскурсией + 2,50 €; студенты, школьники, пенсионеры, инвалиды — 8,55 €; семейный билет (до 2 взрослых и до 2 детей) — скидка 15 %; для групп (от 15-20 чел.) — скидка 20 %; дети до 6 лет — бесплатно.
За 1 € в кассе можно приобрести путеводитель на русском языке с описанием помещений.

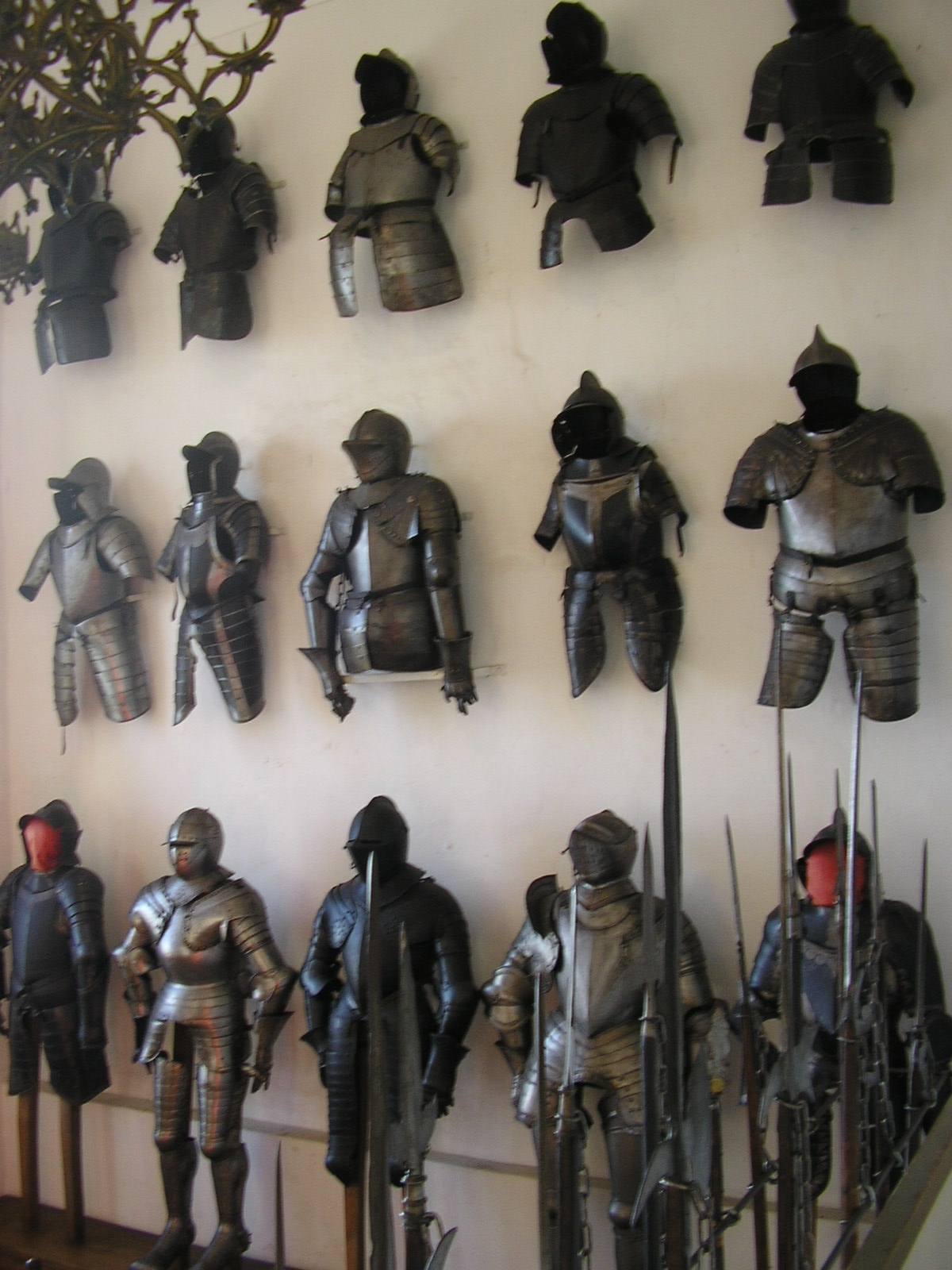
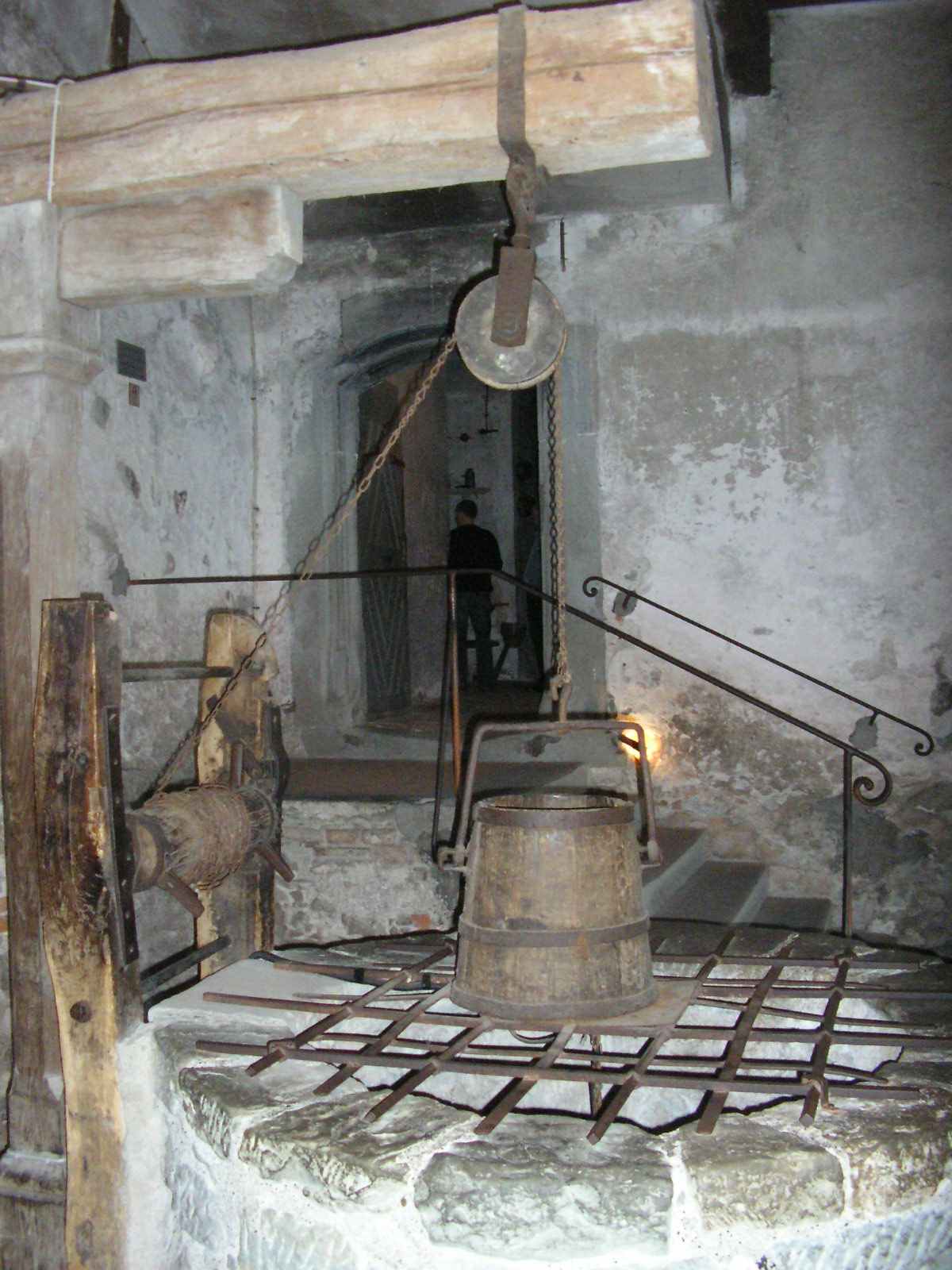
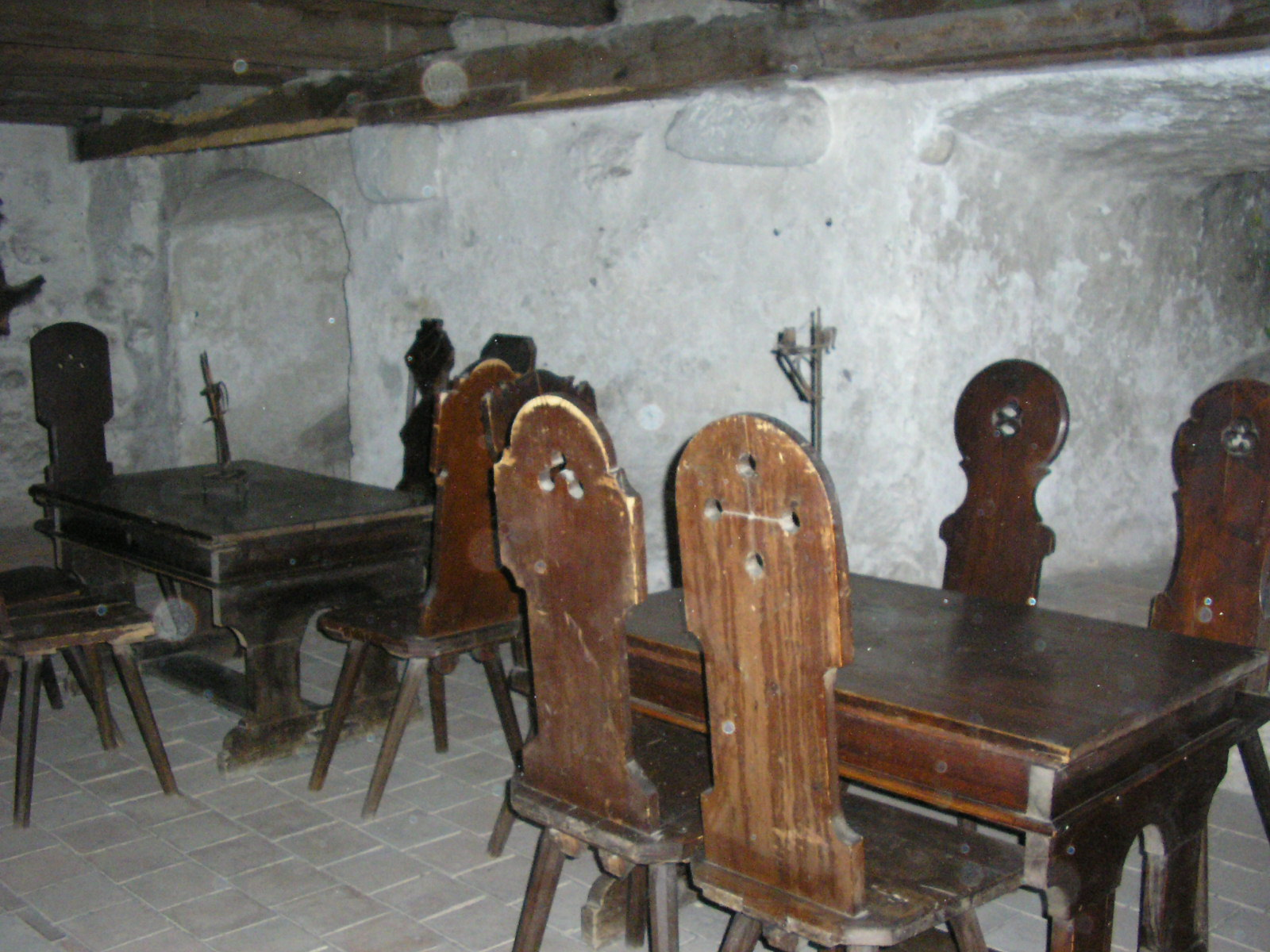
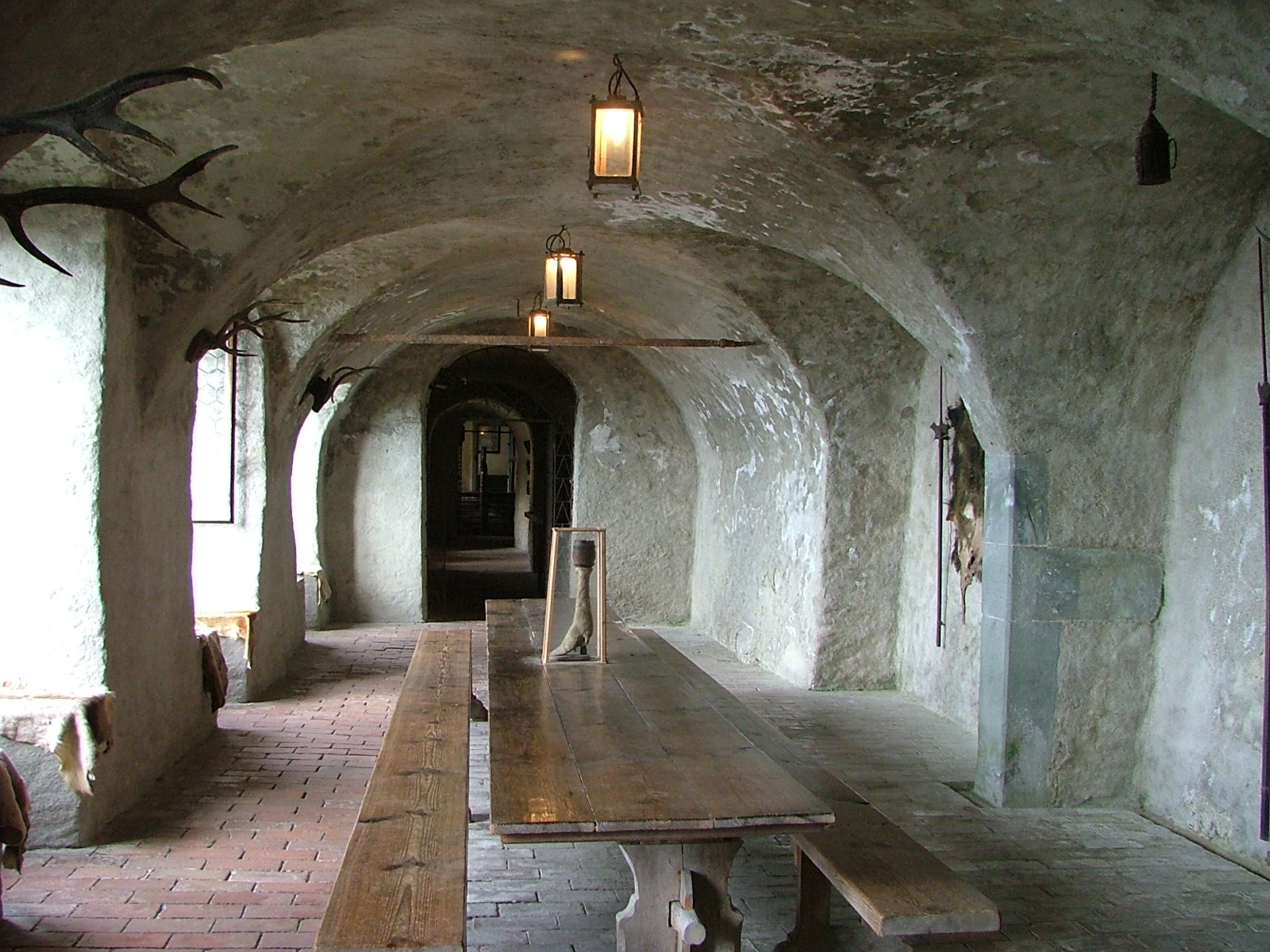